# Basen Zachodniomariański
Basen Zachodniomariański – basen oceaniczny Oceanu Spokojnego, położony pomiędzy Grzbietem Kiusiu-Palau od zachodu i Grzbietem Honsiu od wschodu. Od północy ograniczony wyspami Honsiu i Sikoku, a od południa przechodzący w Basen Zachodniokaroliński. Maksymalna głębokość ponad 6600 m, a średnia 5500-6000 m.